# Zatra
Zakłady Transformatorów Radiowych UNITRA-ZATRA (później ZATRA SA Skierniewice) – producent transformatorów, cewek, komponentów elektronicznych (przede wszystkim indukcyjnych).

## Historia i oferta producenta
Zakład w okresie PRL był monopolistą na rynku polskim w wytwarzaniu transformatorów, znajdujących zastosowanie w rodzimym sprzęcie RTV.
Na początku lat 90 XX w. przedsiębiorstwo państwowe zostało sprywatyzowane i było spółką akcyjną.
W 1994 ZATRA została przekształcona z przedsiębiorstwa państwowego w Jednoosobową Spółkę Akcyjną Skarbu Państwa, natomiast w maju 1995 w Spółkę Akcyjna. W tym okresie przedsiębiorstwo rozwinęło produkcję nowego asortymentu: transformatorów toroidalnych, transformatorów hermetyzowanych, transformatorów na rdzeniu ferrytowym. W 1997 w ofercie produkcyjnej znajdowało się około 2500 wyrobów gotowych, w tym transformatory, cewki i zasilacze. W spółce od 1998 funkcjonował certyfikowany system zarządzania jakością zgodny z normą PN-EN ISO 9001:2001.
Po zmianach właścicielskich w 2003 ZATRA realizowała trzy kierunki technologiczne:
- masowa produkcja elementów indukcyjnych
- produkcja zasilaczy i opraw do wysokoprężnych lamp sodowych stosowanych w doświetlaniu roślin
- montaż komputerów

Od stycznia 2006 do listopada 2007 ZATRA zajmowała się montażem laptopów oraz komputerów stacjonarnych dla Optimus SA, prowadziła też dla niej centrum magazynowe i dystrybucyjne.
W styczniu 2013 r., zgodnie z wpisem w KRS spółka została rozwiązana i rozpoczęła się jej likwidacja.

## Główni odbiorcy
- General Electric
- Legrand Polska
- Hager Polo
- Eurosystems w USA